# Benedito José Labre
Benedito (ou Bento) José Labre nasceu em Amettes, França, em 25 de maio de 1748. 
Era o primogênito de uma família camponesa, teve 15 irmãos. Foi chamado de "Vagabundo de Deus" ou ainda "O Cigano de Cristo".
Aos 18 anos, tentou ingressar na Tropa de Santa Aldegonda, sem sucesso. Diz-se que caminhou, então, 60 léguas a pé, tentando em vão a sorte com os monges cistercienses de Montagne na Normandia. Passou algumas semanas na Cartuxa de Neuville, outras tantas na abadia cisterciense de Sept-Fons.
Aos 22 anos, decidiu, fazer-se peregrino e mendigo. Seu mosteiro seria o mundo inteiro. Levava consigo o Novo Testamento, a Imitação de Cristo e o Breviário. No peito, um crucifixo; no pescoço, um terço; e nas mãos, um rosário. Alimentava-se apenas de pão e ervas, passando a noite ao relento, rezando e meditando.
Chegou a Roma, no ano de 1770 misturou-se aos mendigos. Visitou as principais basílicas, especialmente o Santuário de Loreto, ao qual fez onze peregrinações. Morreu em consequência dos maus tratos e da absoluta falta de higiene. Um açougueiro recolheu-o já agonizante, caído na rua, e o levou para sua casa. Ali o "Mendigo de Deus" morreu. 
Foi canonizado por Leão XIII em 1883.
É o patrono dos deslocados e das pessoas desadaptadas.